# Vĩnh Lân
Vĩnh Lân (chữ Hán: 永璘; tiếng Mãn: ᠶᠣᠩ ᠯᡳᠨ, Möllendorff: Yong Lin; 17 tháng 6, năm 1766 - 25 tháng 4, năm 1820), Ái Tân Giác La, là Hoàng tử thứ 17 và cũng là Hoàng tử nhỏ nhất của Thanh Cao Tông Càn Long Đế.

## Cuộc đời
Hoàng tử Vĩnh Lân sinh vào giờ Tý, ngày 11 tháng 5 (âm lịch) năm Càn Long thứ 31 (1766), là em ruột của Cố Luân Hòa Tĩnh Công chúa, Hoàng thập tứ tử Vĩnh Lộ (永璐), Hòa Thạc Hòa Khác Công chúa, Thanh Nhân Tông Gia Khánh Hoàng đế và Hoàng thập lục tử. Sinh mẫu của ông là Hiếu Nghi Thuần Hoàng hậu Ngụy Giai thị, vào thời điểm Vĩnh Lân sinh ra thì bà vừa được phong Hoàng quý phi. Sau khi sinh mẫu Ngụy Giai thị qua đời, Vĩnh Lân được Dĩnh Quý phi Ba Lâm thị nuôi dưỡng. Khi ấy Vĩnh Lân chỉ vừa 10 tuổi.
Án theo Khiếu đình tạp lục của Chiêu Liên ghi lại, ngay từ nhỏ Vĩnh Lân đã không thích đọc sách, chỉ thích âm nhạc và du hí, điều này khiến cho Càn Long Đế cực kỳ ghét bỏ ông, thậm chí bị nhận xét là 「Thuần Hoàng đế thâm ác chi; 纯皇帝深恶之」. Đến khi anh cả của ông là Gia Khánh Đế tức vị, Vĩnh Lân bị đánh giá là ["Tư chất bình thường"], nên cũng không cho quản bất cứ việc gì, chỉ an nhàn hưởng lộc mà sống. Năm Càn Long thứ 54 (1789), tháng 12, Vĩnh Lân cùng thụ phong với hai người anh là Hoàng thập nhất tử Vĩnh Tinh, Hoàng thập ngũ tử Vĩnh Diễm, chỉ được phong [Đa La Bối lặc; 多羅貝勒].
Năm Gia Khánh thứ 4 (1799), tháng giêng, Gia Khánh Đế phong cho ông làm Huệ Quận vương (惠郡王), nhưng 1 ngày sau thì đổi thành [Khánh; 慶]. Phong hiệu ["Khánh"], có Mãn văn là 「fengšen」, ý là "Phúc phận", "Phúc lộc"; mà chữ ["Huệ"] có Mãn văn là 「fulehun」, ý là "Ân huệ", "Ân điển", xét về mặt nghĩa Mãn thì hai chữ này tương đương nhau. Cùng năm đó vào tháng 3, Hòa Thân - đại thần tham ô nức tiếng triều đại nhà Thanh bị Gia Khánh Đế tru di. Khánh Quận vương Vĩnh Lân do đó cầu xin Gia Khánh Đế đặc biệt ban cho ông nhà của Hoà Thân - chính là Cung vương phủ sau này, được chấp nhận. Sau khi khai phủ, Nội vụ phủ án theo lệ cấp bổng lộc, Gia Khánh Đế còn đặc biệt gia thưởng thêm cho em trai một số đặc ân, như một hiệu cầm đồ trị giá hơn 48.000 lượng bạc.

## Tấn phong Thân vương
Năm Gia Khánh thứ 25 (1820), tháng 3, Vĩnh Lân bệnh nặng, Gia Khánh Đế đích thân tới coi, đặc mệnh tấn phong Khánh Thân vương (慶親王). Cùng năm, ngày 13 tháng 3 (âm lịch) vào giờ Mão, Vĩnh Lân hoăng, thọ 54 tuổi, thụy hiệu là Hy (僖). Ông được táng tại Xương Bình, Bắc Kinh.
Khi diễn ra tang nghi của Khánh Hy Thân vương, vào ngày 16 tháng ấy, Gia Khánh Đế mệnh cho cháu trai của Hiếu Nghi Thuần Hoàng hậu là Hoa Sa Bố (花沙布) mặc tang phục tẫn hiếu. Cả ba con trai của Khánh Hy Thân vương, sau 100 ngày mãn tang được cho phép vào cung học với các vị Hoàng tử, con gái của Khánh Hy Thân vương là Ngũ cách cách cũng được giao cho Hiếu Hòa Duệ Hoàng hậu nuôi dưỡng. Nhưng Ngũ cách cách vào cung không lâu bị cảm nắng mà chết non, an táng theo lễ của Hòa Thạc Cách cách.
Sau khi phân phủ, một chi Khánh vương phủ nhập vào cánh phải của Tương Lam kỳ, cùng một kỳ tịch với Trực vương phủ (hậu duệ Dận Thì), Thận vương phủ (hậu duệ Dận Hi), Huệ vương phủ (hậu duệ Miên Du) cùng Cung vương phủ (hậu duệ Dịch Hân). Dưới thời trị vì của Hàm Phong Đế, Nội vụ phủ lấy lại phủ đệ của Vĩnh Lân từ tay con cháu ông. Một năm sau, Hàm Phong Đế giao nó lại cho người em của mình là Cung Trung Thân vương Dịch Hân. Cháu nội của ông, Khánh Mật Thân vương Dịch Khuông, là 1 trong 12 Thiết mạo tử vương của nhà Thanh.

## Gia đình

### Thê thiếp
- Đích Phúc tấn:
  - Nguyên phối: Nữu Hỗ Lộc thị (鈕祜祿氏), con gái của Hộ bộ Thượng thư A Lý Cổn (阿里衮), thuộc dòng dõi Hoằng Nghị công Ngạch Diệc Đô. Mất ngày 10 tháng 7, năm Gia Khánh thứ 6 (1801) do bệnh kiết lỵ[4].
  - Kế thất: Võ Giai thị (武佳氏) con gái Phó tướng Thư Lâm (书林). Bà nhập phủ khi là Trắc Phúc tấn, sau khi Nữu Hỗ Lộc thị qua đời thì 2 năm sau (1803), Võ Giai thị lấy danh nghĩa ["Phù chính"] mà kế vị Đích Phúc tấn.
- Trắc Phúc tấn:
  - Lưu Giai thị (劉佳氏), con gái Minh Phúc (明福).
  - Tôn thị (孫氏), con gái Bát phẩm quan Đức Khai (德升). Vốn là Thứ tỳ.
  - Đào Giai thị (陶佳氏), con gái Tư khố Khánh Khai (庆升).
- Thứ Phúc tấn:
  - Lý thị (李氏);
  - Triệu thị (趙氏);
  - Trương thị (張氏), con gái của Quan Lộc (观禄);

### Hậu duệ
- Con trai:

1. Miên Hằng (绵恒, 1789), mẹ là Đích Phúc tấn Nữu Hỗ Lộc thị. Chết yểu.
2. Nhị tử (1793 - 1795), mẹ là Đích Phúc tấn Nữu Hỗ Lộc thị. Chết non.
3. Miên Mẫn (綿愍; 1797 - 1836), mẹ là Kế Phúc tấn Võ Giai thị. Năm Gia Khánh thứ 7 (1803), thụ phong Phụng ân Trấn quốc công, năm thứ 24 (1819) tấn phong Bối tử, sang năm sau thì chính thức thừa tước Khánh Quận vương của cha. Khi qua đời, được truy thụy Khánh Lương Quận vương (慶良郡王). Không con, nhận Dich Thải (奕綵) làm con thừa tự. Dich Thải là con của Nghi Thuận Quận vương Miên Chí (con trai của Nghi Thận Thân vương Vĩnh Tuyền).
4. Tứ tử (1809), mẹ là Trắc Phúc tấn Đào Giai thị. Chết non.
5. Miên Đễ (綿悌; 1811 - 1849), mẹ là Trắc Phúc tấn Đào Giai thị. Sơ phong Bất nhập Bát phân Trấn quốc công. Năm Đạo Quang thứ 22 (1842), Khánh Thân vương Dich Thải bị giáng tước, Miên Đễ do đó thừa tước. Không lâu sau lại phạm tội, bị giáng Trấn quốc Tướng quân, khi qua đời được truy phong Bối tử. Không con cái, nhận nuôi Khánh Mật Thân vương Dịch Khuông (con trai của em là Miên Tính).
6. Miên Tính (綿性; 1814 - 1879), mẹ là Trắc Phúc tấn Đào Giai thị. Sơ phong Bất nhập Bát phân Phụ quốc công. Khi Dịch Thải bị tội, từng mưu đoạt tập tước Khánh Thân vương nhưng bị bại lộ, phạt sung quân ở Thịnh Kinh. Cha của Khánh Mật Thân vương Dịch Khuông.

- Con gái:

1. Trưởng nữ, sinh năm Càn Long thứ 52 (1787 - ?), mẹ là Trương Giai thị. Được phong làm Huyện quân, lấy Thổ Mặc Đặc Đài cát Đầu đẳng Thị vệ Trát Lập Ngõa Đa Nhĩ Tể (扎拉瓦多尔济).
2. Thứ nữ, mẹ là Đích Phúc tấn Nữu Hỗ Lộc thị. Sinh ngày 22 tháng 6 năm Gia Khánh nguyên niên (1796), mất ngày 1 tháng 7 năm Gia Khánh thứ 6 (1801).
3. Tam nữ, mẹ là Lý Giai thị. Sinh ngày 21 tháng 10 năm Gia Khánh thứ 6 (1801), mất ngày 25 tháng 5 năm Gia Khánh thứ 12 (1807).
4. Tứ nữ, mẹ là Trắc Phúc tấn Tôn Giai thị. Sinh ngày 25 tháng 8 năm Gia Khánh thứ 16 (1811), mất ngày 8 tháng 4 năm Gia Khánh thứ 18 (1813).
5. Ngũ nữ, mẹ là Lý Giai thị. Sinh ngày 29 tháng 8 năm Gia Khánh thứ 18 (1813), mất ngày 14 tháng 7 năm Gia Khánh thứ 25 (1820). Từng được Gia Khánh Đế đưa vào cung nuôi dưỡng, nhưng chỉ 10 ngày sau liền qua đời, Gia Khánh Đế cực kỳ thương xót, đặc biệt gia ân chiếu theo lệ Hòa Thạc Cách cách (tương đương Quận chúa) để xử lý tang sự[5].
6. Lục nữ, mẹ là Đào Giai thị. Sinh ngày 19 tháng 6 năm Gia Khánh thứ 20 (1815), mất ngày 19 tháng 1 năm Gia Khánh thứ 23 (1818).
7. Thất nữ, mẹ là Dắng thiếp Triệu thị. Sinh ngày 27 tháng 7 năm Gia Khánh thứ 22 (1817). Lấy Nhị đẳng Đài cát Tam Trát Hỉ Lý (三扎喜里) của Lặc Mặc Đặc. Không rõ năm mất.